# Jean-Jacques d'Argoubet
Jean-Jacques d'Argoubet, né à Dax le 26 décembre 1762 et mort à Arsague (Landes) le 21 février 1844, est un général français de la Révolution et de l’Empire.

## Biographie
Jean-Jacques d'Argoubet est né dans une famille d'ancienne bourgeoisie originaire de Gascogne. Elle est issue d'Étienne d'Argoubet (né en 1619), avocat à Dax, dans les Landes. François d'Argoubet (1643-1708), était conseiller du roi, contrôleur des décimes. Fabien d'Argoubet (1721-1795), était capitaine dans l'armée royale.
Fils de Fabien d’Argoubet, seigneur de Lesserre, capitaine au régiment d'Isle-de-France, et de Marie Françoise de Vergèses, Jean-Jacques d'Argoubet est cadet en 1778, au régiment de Rouergue et participe en 1779, à la campagne de Gibraltar. Il part ensuite aux États-Unis avec le corps de Rochambeau.
Il est nommé capitaine en 1791 puis lieutenant-colonel en 1792, il fait la campagne de l'Argonne, à Valmy, Jemmapes, Neerwinden. Le 13 septembre 1793, il est fait prisonnier à la capitulation du Quesnoy et rentre en France le 11 novembre 1795, après deux ans de captivité en Hongrie. 
En 1796, il est chef de la 55e demi-brigade de ligne et sert à l'armée de Sambre-et-Meuse, puis passe à l'armée d'Italie avec la division Bernadotte. Le 30 juin 1799, il est nommé général de brigade par Macdonald, en récompense de sa conduite héroïque à la bataille de la Trebbia le 19 juin 1799.
Il se retire dans les Landes et épouse, le 27 germinal an XII, Jeanne Rosalie Roger Ducos (Dax, 27 février 1787- Arsague, 14 avril 1851) fille du troisième consul Roger Ducos.